# 이불 (남송)
이불(李芾, ?-1276.1.18)은 자(字)는 숙장(叔章), 호(號)는 긍재(肯齋)이다. 현재 호남성(湖南省) 형양시(衡陽市) 출신으로, 남송(南宋)의 항원(抗元) 명장이다. 일찍이 남안사호(南安司戶). 기양위(祁陽尉), 임안지부(臨安知府). 담주지주겸호남안무사(潭州知州兼湖南安撫使) 등의 관직을 맡았다. 담주전투 중에 전사했다.

## 생애

### 초기 관력

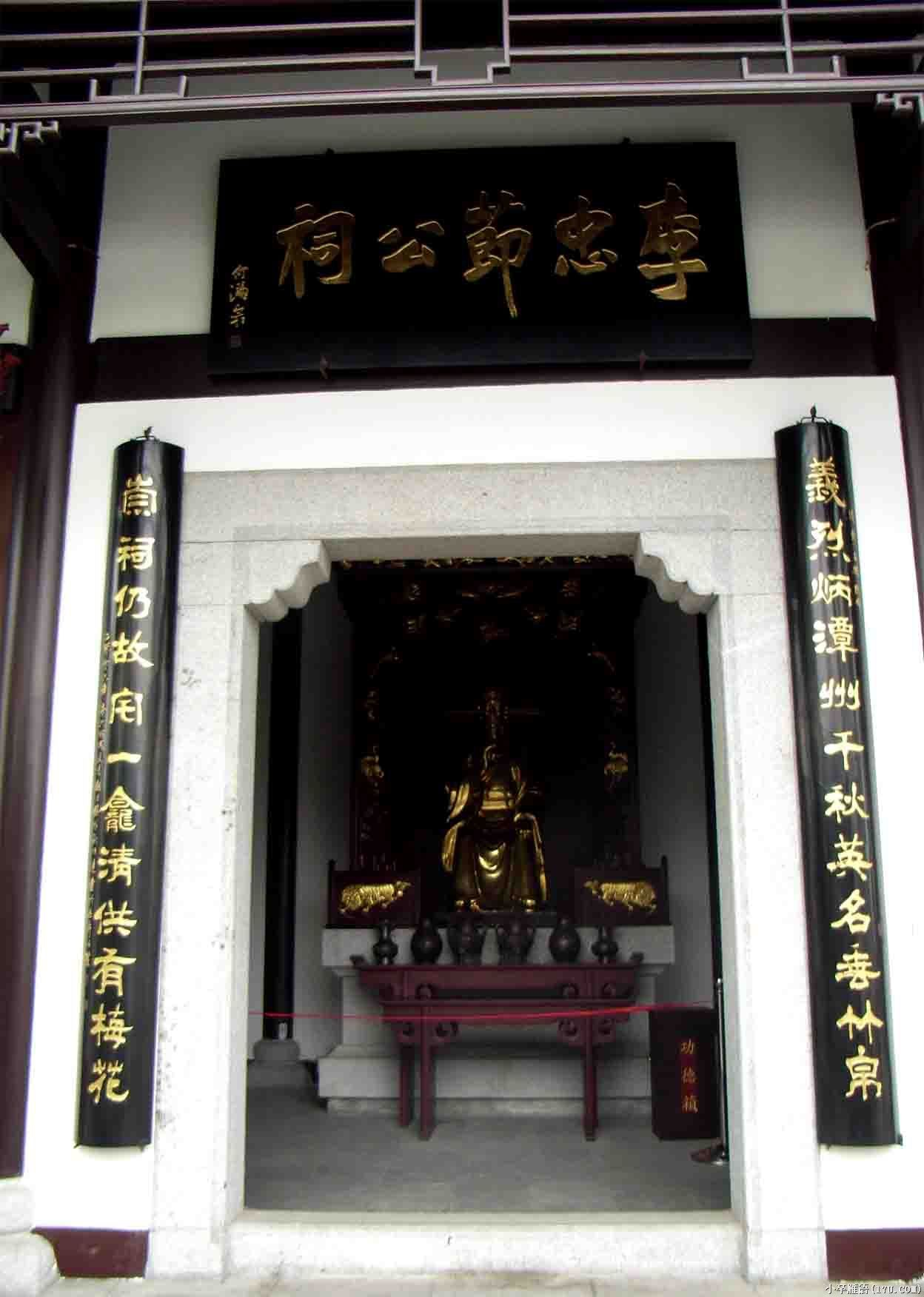
형양(衡陽) 석고서원(石鼓書院) 이충절공사(李忠節公祠) 내의 이불 소상

이불은 어려서 총명하고 똑똑했다. 또한 사람이 강직하고 아첨하지 않으며 권력을 두려워하지 않고 올바르고 기민하게 일을 처리, 간사한 인물들은 그를 속이지 못했다.
이불은 조상의 업적으로 일찍부터 남안사호에 임명되었고, 후에 기양위가 되었으며, 구황의 공적으로 명성이 높았다. 이불이 기양현(祁陽縣)의 지현(知縣)을 하면서, 통치를 잘한 공적으로 호남안무사의 막관(幕官)이 되었다. 호남안무사 막관으로 임명되었을 때에, 이불은 영주(永州) 현지에서 장기간 항복하지 않은 도적을 성공적으로 처리하였다 이불과 참의(參議) 등형(鄧炯)은 1,300명을 이끌고 도적 장시선(蔣時選)의 소굴을 공격하였고, 장시선 부자를 생포하였으며, 잔당은 스스로 흩어져 달아났다. 이불은 마침내 상담현지현(湘潭縣知縣)이 되었다. 상담현의 유력자들은 전임 지현의 관리에 훼방을 놓았으나, 이불은 이들을 두려워하지 않았고, 호적을 조사하고 세금 추가 징수할 때에 이들을 피하지 않았으니, 이에 세금과 노역이 공평하게 되었다 한다.

### 가사도에게 미움을 사다
함형(咸淳) 원년(1265), 이불은 임안부(臨安府)의 부윤(府尹)이 되었다. 당시 남송 조정은 재상 가사도(賈似道)가 정권을 장악, 전임 부윤은 모든 일을 우선 가사도에게 보고하여 실행하였다. 그러나 이불은 가사도에게 보고하지 않았으며, 또한 복왕부(福王府)에서 사람을 죽인 사건과  가사도의 집안 사람이 화공 무기를 마음대로 사용한 사건으로 인해 가사도에게 벌을 받았다. 가사도에 의해 간관(諫官) 황만석(黃萬石)으로 하여금 탐장죄(貪贓罪, 뇌물수수)로 이불을 무고하게 하였고, 이불은 부윤에서 파직되었다. 사실상 이불은 평생 청렴한 관리였고 재산이 넉넉치 않았다.

### 몽골군에 항거하다
원(元)의 몽골군이 악주(鄂州)를 공격하였을 때, 이불은 다시 기용되어 호남제형(湖南提刑)을 맡았다. 이때 호남 각 현(縣)은 도적의 소요에 시달려 백성들이 유리하였는데, 이불은 백성들을 징발하고 무장시켜 자경단을 조직하게 하였고, 민병들을 다시 형양 일대로 소집하여 방비하게 하였다. 또한 가사도의 군대가 무호(蕪湖)에서 패배하자 조정은 이불의 관직을 회복시켜 이불로 하여금 담주(潭州)를 관리하면서도 호남안무사(湖南安撫使)를 겸임하게 하였다. 그러나 이때 호북(湖北)의 주군(州郡)은 모두 몽골군에게 점령되었고 이불은 친구의 만류를 듣지 않고 부임하였다.
덕우(德佑) 원년 7월, 이불은 담주에 도착했다. 이때 담주 군대는 모두 징발되었으나 몽골군 선두부대는 상음(湘陰)과 익양(益陽) 각 현으로 진입한 상태였다. 혼란 중에 이불은 2천명만을 소집, 이불은 유충효(劉孝忠)에게 명령하여 각 군을 통솔하게 하였다. 10월, 몽골군은 서벽(西壁)을 공격하였고, 유충효 등은 전력으로 응전하였으며, 이불은 위험을 무릅쓰고 친히 독전하였다. 부상당한 장사들에 대해 이불은 친히 안무하여 위로하였고, 매일 충의의 도로 이들을 격려하였다. 사상자 대부분은 한데 모아졌고, 사람들은 성을 올라 싸웠다. 몽골군 항복자들은 죽여서 군사들에게 보여줬다.

### 스스로 목숨을 끊어 순국하다
섣달 그믐날 밤, 몽골군이 성루에 올랐으나 격퇴하지 못했다. 형주태수(衡州太守) 윤곡(尹谷)은 온가족과 함께 스스로 불을 질러 죽었으며, 참의(參議) 양진(楊震)은 꽃밭 연못에 뛰어들어 죽었다. 이불은 웅상각(熊湘閣)에 앉아 부하 심충(沈忠)을 부른 후에 심충에게 먼저 자신의 가족을 모두 죽여 모욕을 면하게 하였다. 심충은 거절했지만, 이불이 단호히 지시하자 심충은 울면서 승낙, 이불 전 가족을 칼로 죽이고 집을 불태웠다. 심충은 후에 집에 돌아가 자신의 아내와 자식을 죽이고 다시 불이 난 이불의 집으로 와서 불에 몸을 던져 죽었다. 막료(幕僚)이자 차릉(茶陵) 출신 고응혁(顧應焱), 안인(安仁) 출신 진억손(陈亿孙) 모두 자살했다. 담주 백성들은 소식을 듣고 전 집안이 자살한 경우가 많아 성에는 빈 우물이 없을 정도였으며, 혹 나무에 목을 매어 죽는 사람도 많았다. 오계명(吳繼明) 등이 성을 들고 투항하자, 진의(陳毅)는 포위를 뚫고 복건(福建)으로 도주하려 하였으나 중도에 전사하였다.

### 조정에서 시호를 내리다
담주성 소식이 남송 조정에 전해지자 조정에서는 이불에게 단명전대학사(端明殿大學士)에 증하고 '충절(忠節)'이라는 시호를 내렸다. 이불의 아들 이유손(李裕孫), 손자 이보숙(李輔叔)은 타지에 있어 죽음을 면했으며, 남송 이왕(二王)은 이들을 복건으로 불러들여 관직을 하사했다.

## 가족
이불의 조상은 광평(廣平, 오늘날 하북성河北省 영년현永年縣) 출신이지만 후에 개봉(開封)으로 이사했다. 고조부 이승(李升)은 진사(進士)에 합격하였으며 청렴하였다고 한다. 정강(靖康) 연간, 금(金)의 사람이 부친을 죽이려 하자, 이승은 그 앞에 가서 아버지를 보호하였고, 부자가 모두 금나라 사람에게 죽임 당했다. 증조부 이춘(李椿)은 형주(衡州, 오늘날 호남성湖南省 형양시衡陽市)로 이주했다.
- 아들：이유손(李裕孫)[17]
- 손자：이보숙(李輔叔)[18]

## 같이 보기
- 가사도
- 몽송전쟁
- 문천상

## 기념건물
- 형주성(衡州城) 남쪽 금오산(金鰲山)의 이불고택(李芾故宅)이 이충절공사(李忠節公祠)로 개축되었고, 이불의 부장 심충(沈忠)과 형양현령(衡阳縣令) 목연조(穆演祖)가 함께 배향되었으며, 후에 석고산(石鼓山) 남쪽 기슭로 이건되었다.[19] 1944년 형양보위전(衡陽保衛戰)에서 석고서원(石鼓書院)은 전부 일본군 비행기에 폭격되었다. 2006년, 형양시(衡陽市)가 다시 석고서원을 세우고 이충절공사도 중건하였다.[20]
- 장사(長沙) 웅상각(熊湘閣) 역시 이충절공사로 개축되어 제사를 지내고 있다.[21] 그러나 지금은 천심구(天心區) 노변정소학(路邊井小學) 안에 옛터만 있다.[22]

## 참고자료
1. ↑  『송인전기자료색인(宋人傳記資料索引)』 참조
2. ↑  蒋, 昭芒 (2016年12月10日). “[衡阳] 了不起的衡阳人丨李芾：仰面青天哭断云”. 《衡阳日报》. 2020年12月12日에 원본 문서에서 보존된 문서.
3. ↑  《宋史·李芾传》：李芾字叔章，其先广平人。芾生而聪警。
4. ↑  《宋史·李芾传》：芾为人刚介，不畏强御，临事精敏，奸猾不能欺。
5. ↑  《宋史·李芾传》：初以荫补安南司户，辟祁阳尉，出振荒，即有声。摄祁阳县，县大治，辟湖南安抚司幕官。
6. ↑  《宋史·李芾传》：时盗起永州，招之，岁余不下。芾与参议邓炯提千三百人破其巢，禽贼魁蒋时选父子以归，余党遂平。
7. ↑  《宋史·李芾传》：摄湘潭县，县多大家，前令束手不敢犯，芾稽籍出赋，不避贵势，赋役大均。
8. ↑  《宋史·李芾传》：咸淳元年，入知临安府。时贾似道当国，前尹事无巨细先关白始行。芾独无所问。福王府有迫人死者，似道力为营救，芾以书往复辩论，竟置诸法。尝出阅火具（火攻战具），民有不为具者，问之，曰：“似道家人也。”立杖之。似道大怒，使台臣黄万石诬以赃罪，罢之。
9. ↑  《宋史·李芾传》：平生居官廉，家无余赀。
10. ↑  《宋史·李芾传》：大军（元兵）取鄂州，始起为湖南提刑。时郡县盗扰，民多奔窜，芾令所部发民兵自卫，县予一皂帜，令曰：“作乱者斩帜下。”民始帖然。乃号召发兵，择壮士三千人，使土豪尹奋忠将之勤王，别召民兵集衡阳为守备。未几，似道兵溃芜湖，乃复芾官，知谭州兼湖南安抚使。时湖北州郡皆已归附，其友劝芾勿行，芾泣曰：“吾岂昧于谋身哉？第以世受国恩，今幸用我，我以家许国矣。”时其所爱女死，一恸而行。
11. ↑  《宋史·李芾传》：德佑元年七月，至潭州，潭州兵调且尽，游骑已入湘阴、益阳诸县，仓卒召募不满三千人，命刘孝忠统诸军。十月兵攻西壁，孝忠辈奋战，芾亲冒矢石以督之。有中伤者，躬自抚劳，日以忠义勉其将士。死伤相藉，人犹饮血乘城殊死战。有来招降者，芾杀之以徇。
12. ↑  《宋史·李芾传》：十二月，城圍益急，孝忠中炮，風不能起，諸將泣請曰：“事急矣，吾屬為國死可也，如民何？”芾罵曰：“國家平時所以厚養汝者，為今日也。汝第死守，有後言者吾先戮汝。”除夕，大兵登城，戰少卻，旋蟻附而登，衡守尹穀及其家人自焚，芾命酒酹之。因留賓佐會飲，夜傳令，猶手書“盡忠”字為號。飲達旦，諸賓佐出，參議楊震赴園池死。
13. ↑  《宋史·李芾传》：芾坐熊湘閣召帳下沈忠遺之金曰：“吾力竭，分當死，吾家人亦不可辱於俘，汝盡殺之，而後殺我。”忠伏地扣頭，辭以不能，芾固命之，忠泣而諾，取酒飲其家人盡醉，乃遍刃之。芾亦引頸受刃。忠縱火焚其居，還家殺其妻子，復至火所，大慟，舉身投地，乃自刎。
14. ↑  《宋史·李芾传》：幕屬茶陵顧應焱、安仁陳億孫皆死。潭民聞之，多舉家自盡，城無虛井，縊林木者累累相比。繼明等以城降，陳毅潰圍，將奔閩，中道戰死。
15. ↑  《宋史·李芾传》：芾初至潭，遣其子裕孫出，曰：“存汝以奉祀也。”其孫輔叔時亦親迎於溫，皆得不死。二王悉詔入閩官之。
16. ↑  《宋史·李芾传》：其先廣平人，中徙汴。高祖升起進士，為吏有廉名。靖康中，金人破汴，以刃迫其父，升前捍之，與父俱死。曾祖椿徙家衡州，遂為衡人。
17. ↑  《宋史·李芾传》：芾初至潭，遣其子裕孫出，曰：“存汝以奉祀也。”
18. ↑  《宋史·李芾传》：其孫輔叔時亦親迎於溫，皆得不死。
19. ↑  衡阳住宅与房地产信息网. “石鼓书院”. 2020年4月21日에 원본 문서에서 보존된 문서. 2017年4月18日에 확인함.
20. ↑  王, 文艳 (2016年12月24日). “外地游客前来石鼓书院瞻仰李忠节公祠”. 《衡阳广电网》. 2017年5月17日에 원본 문서에서 보존된 문서.
21. ↑  《长沙市志》：占元年(1275)，元军攻打长沙，守将李芾率军民守城三月，矢尽粮绝。城破之日，全家十九口及部属沈忠等在熊湘阁尽皆死节，军民殉难者不可胜数。后人将熊湘阁改为李忠节公祠以供祭祀。
22. ↑  “古长沙有3700多口井”. 《潇湘晨报》. 2004年11月4日. 2020년 12월 12일에 원본 문서에서 보존된 문서. 路边井位于天心区，南起铜铺街，北止坡子街，南段保留麻石路面。昔街边有一井，水质清冽，为城区9处著名水井之一。有李忠节公祠遗址在今路边井小学内。